# 용인 두창리 삼층석탑
용인 두창리 삼층석탑은 대한민국 경기도 용인시 처인구 원삼면 두창리 1447-2에 있는, 고려초기에 화강암으로 만들어진 삼층석탑이다. 1990년 11월 22일 용인시의 향토문화재 제19호로 지정되었다.

## 개요
두창리 삼층석탑은 뒤편에 두창저수지가 자리하고 앞으로는 도로가 나 있어 사람들이 접근하기 쉬운 곳이다. 길 건너 언덕에는 선돌이 자리하고 있기 때문에 한 마을에 두 기의 향토유적이 소재하고 있다. 삼층석탑은 도로 아래편에 자리하기 때문에 길가에 커다란 안내판이 없었다면 그냥 지나치기 쉽다.
삼층석탑 옆으로는 간이의자와 간결하게 조성한 쉼터도 마련되어 있다. 농촌마을인 두창리를 들린다면 이 삼층석탑과 선돌을 돌아보면서 쉬어가기 딱 좋은 곳이다. 저수지에서 불어오는 바람이 시원한 이곳은 탑 옆에 두 대 정도의 차량을 주차시킬만한 공간도 마련되어 있다.

## 참고 문헌
- 두창리 삼층석탑 - 용인시 향토문화재